# Kášovice
Kášovice (německy Kaschowitz) jsou malá vesnice, část obce Řepeč v okrese Tábor v Jihočeském kraji. Nachází se asi dva kilometry severovýchodně od Řepeče. Je zde evidováno 18 adres. V roce 2011 zde trvale žilo šestnáct obyvatel.
Kášovice leží v katastrálním území Řepeč o výměře 12,79 km².

## Historie
První písemná zmínka o vesnici pochází z roku 1379.

## Obyvatelstvo
| Rok            | 1869 | 1880 | 1890 | 1900 | 1910 | 1921 | 1930 | 1950 | 1961 | 1970 | 1980 | 1991 | 2001 | 2011 | 2021 |
| -------------- | ---- | ---- | ---- | ---- | ---- | ---- | ---- | ---- | ---- | ---- | ---- | ---- | ---- | ---- | ---- |
| Počet obyvatel | 94   | 91   | 77   | 83   | 76   | 83   | 65   | 55   | 39   | 48   | 27   | 22   | 17   | 16   | 16   |
| Počet domů     | 10   | 10   | 10   | 10   | 11   | 11   | 11   | 11   | 11   | 10   | 7    | 14   | 14   | 13   | 12   |

## Obecní správa
Při sčítání lidu v letech 1850–1980 Kášovice byly osadou obce Řepeč v okrese Tábor. Od 1. července 1980 do 23. listopadu 1990 byly částí obce Opařany v okrese Tábor. Od 24. listopadu 1990 jsou opět částí obce Řepeč v okrese Tábor.